# 普門寺 (長野県木曽町)
普門寺（ふもんじ）は 長野県木曽郡木曽町三岳桑原にある臨済宗妙心寺派の寺院。山号は補陀落山。

## 歴史
永禄元年(1558年)、木曾義昌が木曽谷を支配していた時代に、
家臣の桑原刑部右衛門尉重久が、久我郷に寺が無いことを嘆き、自らが開基となって堂宇を建立し、田畑を壱反四畝五歩を永代寄附し、
木曽福島の長福寺から、六世の高安を勧請し、補陀落山 普門院が開山された。
明治12年(1879年)9月16日、長福寺十七世の湘山潭の徒弟の士迪が長福寺から分法し、
大本山の妙心寺から寺班五等地証を下附された。
本堂と庫裏を合わせて一棟。間口は十間三尺、奥行は六間三尺である。
寺の裏には、桑原氏の墓所がある。

## 境内

### 観音堂
安永4年5月、三尾郷の善男善女の冥福を祈るため、浄財を喜捨て堂宇を建立し、西国三十三所十七番札所である京都の六波羅蜜寺から聖観世音菩薩の分身である尊体を安置したことによって、木曾西国三十三観音霊場十七番札所となった。
堂宇は平屋造りで、間口は三間、奥行は弐間三尺である。

### 石像
山門の両側に大小の地蔵や観音の石像が立ち並んでいるが、その中の一体の地蔵は、文化・文政年間(1804〜1831年)に、信州とその周辺で盛んに石仏を刻んだ伊那郡の高遠石工の守屋貞治の作品と推定されている。